# Список глав Мальты

Штандарт президента Мальты

Список глав Мальты включает лиц, являвшихся главой государства Мальты после обретения ею независимости в 1964 году, включая правившего монарха и представлявших его генерал-губернаторов, а также избранных президентов после провозглашения в 1974 году республики.
В настоящее время главой государства является Президент Мальты (мальт. President ta’ Malta, англ. President of Malta). Согласно действующей редакции конституции, президент избирается голосованием членов Палаты представителей на 5 лет без права переизбрания. В случае вакантности поста обязанности президента исполняет лицо, которое может назначить премьер-министр после консультации с лидером парламентской оппозиции.
Использованная в первом столбце таблиц нумерация является условной; также условным является использование в первом столбце цветовой заливки, служащей для упрощения восприятия принадлежности лиц к различным политическим силам без необходимости обращения к столбцу, отражающему партийную принадлежность. Наряду с партийной принадлежностью, в столбце «Партия» также отражён беспартийный статус персоналий. В столбце «Выборы» отражены состоявшиеся выборные процедуры или иные основания получения полномочий. Для удобства список разделён на принятые в историографии периоды истории страны.

## Мальта (королевство Содружества, 1964—1974)
21 сентября 1964 года коронная колония Мальта была провозглашена независимым королевством Содружества Мальта (мальт. и англ. Malta). Правящим монархом нового государства стала Елизавета II, которую представлял назначаемый ею генерал-губернатор Мальты (мальт. Gvernatur-Ġenerali ta’ Malta, англ. Governor-General of Malta), осуществлявший большую часть полномочий монарха, служа его воле. Назначение генерал-губернатора происходило по рекомендации кабинета министров Мальты без участия британского правительства. Правовое положение монарха и генерал-губернатора было определено нормами, основанными на Вестминстерском статуте 1931 года.
Конституция Мальты, принятая в 1964 году, действует до настоящего времени с рядом поправок, самой значительной из которых являлось провозглашение страны республикой в 1974 году.
| Портрет        | Имя (годы жизни) | Полномочия       | Полномочия | Династия                        | Наименование титула | Пр.         |
| Портрет        | Имя (годы жизни) | Начало           | Окончание | Династия                        | Наименование титула | Пр.         |
| -------------- | --- | ---------------- | --- | ------------------------------- | --- | ----------- |
|                | Елизавета II (1926—2022) мальт. Eliżabetta II англ. Elizabeth II (урожд. Элизабет Александра Мэри англ. Elizabeth Alexandra Mary) | 21 сентября 1964 | 18 января 1965 | Виндзоры англ. House of Windsor | Милостью Божьей, Соединённого Королевства Великобритании и Северной Ирландии и других её королевств и территорий королева, глава Содружества, защитница веры мальт. Għall-Grazzja t’Alla tar-Renju Unit tal-Britannja l-Kbira u ta’ l-Irlanda ta’ Fuq u tar-Renji u t-Territorji l-Oħra Tagħha, Reġina, Kap tal-Commonwealth u Difenditriċi tal-Fidi англ. By the Grace of God, of the United Kingdom of Great Britain and Northern Ireland and of Her other Realms and Territories Queen, Head of the Commonwealth, Defender of the Faith | [ 6 ] [ 7 ] |
| 18 января 1965 | Елизавета II (1926—2022) мальт. Eliżabetta II англ. Elizabeth II (урожд. Элизабет Александра Мэри англ. Elizabeth Alexandra Mary) | 13 декабря 1974  | Милостью Божьей, королева Мальты и других её королевств и территорий, глава Содружества мальт. Għall-Grazzja t’Alla, Reġina ta’ Malta u tar-Renji u t-Territorji l-Oħra Tagħha, Kap tal-Commonwealth англ. By the Grace of God, Queen of Malta and of Her other Realms and Territories, Head of the Commonwealth | Виндзоры англ. House of Windsor | | [ 6 ] [ 7 ] |

### Список генерал-губернаторов Мальты
|        | Портрет     | Имя (годы жизни)                                          | Полномочия       | Полномочия                                                                                    | Наименование должности | Пр.   |
| Начало | Портрет     | Имя (годы жизни)                                          | Окончание        |                                                                                               | Наименование должности | Пр.   |
| ------ | ----------- | --------------------------------------------------------- | ---------------- | --------------------------------------------------------------------------------------------- | --- | ----- |
| 1      |             | Морис Генри Дорман (1912—1993) англ. Maurice Henry Dorman | 21 сентября 1964 | 22 июня 1971                                                                                  | Генерал-губернатор Мальты мальт. Gvernatur-Ġenerali ta’ Malta англ. Governor-General of Malta                                       | [ 8 ] |
| и. о.  |             | Энтони Джозеф Мамо (1909—2008) англ. Anthony Joseph Mamo  | 22 июня 1971     | 3 июля 1971                                                                                   | Исполняющий обязанности генерал-губернатора Мальты мальт. Aġent Gvernatur-Ġenerali ta’ Malta англ. Acting Governor-General of Malta | [ 9 ] |
| 2      | 3 июля 1971 | Энтони Джозеф Мамо (1909—2008) англ. Anthony Joseph Mamo  | 13 декабря 1974  | Генерал-губернатор Мальты мальт. Gvernatur-Ġenerali ta’ Malta англ. Governor-General of Malta | | [ 9 ] |

## Республика Мальта (с 1974)
В 1974 году была провозглашена Республика Мальта (мальт. Repubblika ta’ Malta, англ. Republic of Malta), главой которой стал президент Мальты (мальт. President ta' Malta, англ. President of Malta}.
|        | Портрет | Имя (годы жизни)                                                  | Полномочия      | Полномочия      | Партия                    | Выборы      | Наименование должности                                                                                     | Пр.    |
| Начало | Портрет | Имя (годы жизни)                                                  | Окончание       |                 | Партия                    | Выборы      | Наименование должности                                                                                     | Пр.    |
| ------ | ------- | ----------------------------------------------------------------- | --------------- | --------------- | ------------------------- | ----------- | --- | ------ |
| 1      |         | Энтони Джозеф Мамо (1909—2008) мальт. Anthony Joseph Mamo         | 13 декабря 1974 | 25 декабря 1976 | беспартийный              | 1974        | Президент Мальты мальт. President ta’ Malta англ. President of Malta                                       | [ 9 ]  |
| и. о.  |         | Джон Джозеф Кремона (1918—2020) мальт. John Joseph Cremona        | 25 декабря 1976 | 27 декабря 1976 | беспартийный              | [ комм. 2 ] | Исполняющий обязанности президента Мальты мальт. Aġent President ta’ Malta англ. Acting President of Malta | [ 10 ] |
| 2      |         | Антон Буттиджич (1912—1983) мальт. Anton Buttigieg                | 27 декабря 1976 | 27 декабря 1981 | Лейбористская партия      | 1976        | Президент Мальты мальт. President ta’ Malta англ. President of Malta                                       | [ 11 ] |
| и. о.  |         | Альберт Хизлер (1916—1993) мальт. Albert Victor Hyzler            | 27 декабря 1981 | 16 февраля 1982 | Лейбористская партия      | [ комм. 2 ] | Исполняющий обязанности президента Мальты мальт. Aġent President ta’ Malta англ. Acting President of Malta | [ 12 ] |
| 3      |         | Агата Барбара (1923—2002) мальт. Agatha Barbara                   | 16 февраля 1982 | 15 февраля 1987 | Лейбористская партия      | 1982        | Президент Мальты мальт. President ta’ Malta англ. President of Malta                                       | [ 11 ] |
| и. о.  |         | Пол Швереб (1923—1994) мальт. Paul Xuereb                         | 15 февраля 1987 | 4 апреля 1989   | Лейбористская партия      | [ комм. 2 ] | Исполняющий обязанности президента Мальты мальт. Aġent President ta’ Malta англ. Acting President of Malta | [ 11 ] |
| 4      |         | Винсент Табоне (1913—2012) мальт. Vincent Tabone                  | 4 апреля 1989   | 4 апреля 1994   | Националистическая партия | 1989        | Президент Мальты мальт. President ta’ Malta англ. President of Malta                                       | [ 11 ] |
| 5      |         | Уго Мифсуд Бонничи (1932—) мальт. Ugo Mifsud Bonnici              | 4 апреля 1994   | 4 апреля 1999   | Националистическая партия | 1994        | Президент Мальты мальт. President ta’ Malta англ. President of Malta                                       | [ 13 ] |
| 6      |         | Гуидо де Марко (1931—2010) мальт. Guido de Marco                  | 4 апреля 1999   | 4 апреля 2004   | Националистическая партия | 1999        | Президент Мальты мальт. President ta’ Malta англ. President of Malta                                       | [ 14 ] |
| 7      |         | Эдвард Фенек Адами (1934—) мальт. Edward Fenech Adami             | 4 апреля 2004   | 4 апреля 2009   | Националистическая партия | 2004        | Президент Мальты мальт. President ta’ Malta англ. President of Malta                                       | [ 15 ] |
| 8      |         | Джордж Абела (1948—) мальт. George Abela                          | 4 апреля 2009   | 4 апреля 2014   | Лейбористская партия      | 2009        | Президент Мальты мальт. President ta’ Malta англ. President of Malta                                       | [ 16 ] |
| 9      |         | Мари-Луиз Колейро Прека (1958—) мальт. Marie-Louise Coleiro Preca | 4 апреля 2014   | 4 апреля 2019   | Лейбористская партия      | 2014        | Президент Мальты мальт. President ta’ Malta англ. President of Malta                                       | [ 17 ] |
| 10     |         | Джордж Уильям Велла (1942—) мальт. George William Vella           | 4 апреля 2019   | 4 апреля 2024   | Лейбористская партия      | 2019        | Президент Мальты мальт. President ta’ Malta англ. President of Malta                                       | [ 18 ] |
| 11     |         | Мириам Спитери Дебоно (1952—) мальт. Myriam Spiteri Debono        | 4 апреля 2024   | действующий     | Лейбористская партия      | 2024        | Президент Мальты мальт. President ta’ Malta англ. President of Malta                                       | [ 19 ] |